# 葛西纪明
葛西纪明（日语：／ Kasai Noriaki */?，1972年6月6日—）是一名日本跳台滑雪运动员。是北海道土屋住宅滑雪队成员。8次参加冬奥会。
1972年葛西纪明出生于日本北海道下川町，很小就开始练习跳台滑雪。1989年世界杯赛中葛西纪明首次亮相，1992年在法国阿尔贝维尔首次参加冬奥会。1994年在挪威利勒哈默尔参加冬奥会四人团体赛赢得银牌。

## 外部連結
- 葛西纪明在國際滑雪總會
- Holmenkollen winners since 1892 – click Vinnere for downloadable pdf file （挪威文）